# رویو دل سانجرو
رویو دل سانجرو (به ایتالیایی: Roio del Sangro) یک کومونه در ایتالیا است که در استان کییتی واقع شده‌است. رویو دل سانجرو ۱۱ کیلومتر مربع مساحت و ۱۳۸ نفر جمعیت دارد و ۸۴۰ متر بالاتر از سطح دریا واقع شده‌است.